# Owen Garriott
Owen Kay Garriott (Enid, 22 de novembro de 1930 – Huntsville, 15 de abril de 2019) foi um astronauta norte-americano que participou dos programas Skylab e Spacelab, estações espaciais dos Estados Unidos em órbita terrestre nas décadas de 1970 e 1980.

## Carreira
Engenheiro eletrônico por formação profissional, Garriott completou o curso de piloto da Força Aérea Americana e trabalhou como oficial em eletrônica para a Marinha na década de 50 e professor de engenharia eletrônica na Universidade de Stanford.
Em 1965, foi selecionado como um dos cinco astronautas-cientistas da NASA e foi pela primeira vez ao espaço em 1973, na missão Skylab 3, que quebrou o recorde de permanência em órbita, quando a tripulação passou dois meses realizando diversos estudos do Sol e experiências sobre a adaptação humana à falta de gravidade.
Dez anos depois, Garriott voltou ao espaço a bordo do ônibus espacial Columbia, numa missão internacional de dez dias ao Spacelab-1. A missão STS-9 realizou mais de setenta experiências científicas, principalmente para comprovar a capacidade do Spacelab como estação de trabalho capacitada a pesquisas de diversas áreas do conhecimento humano. Garriott operou a primeira estação de rádio amador do espaço, que desde então se expandiu como uma importante atividade  entre dezenas de missões dos ônibus espaciais, da estação Mir e da ISS.
Após deixar a NASA em 1986, ele se dedicou à consultoria para empresas aeroespaciais e participou de diversos conselhos de pesquisas da NASA.

## Vida pessoal
Em outubro de 2008, seu filho Richard Garriott, que se tornou milionário no campo de jogos eletrônicos, pagou U$35 milhões para ir ao espaço na missão Soyuz TMA-13, para uma estadia na Estação Espacial Internacional, que o pai nunca conheceu, tornando-se o sexto turista espacial.
Faleceu em 15 de abril de 2019 aos 88 anos de idade em Huntsville, no Alabama.